# The Leopard Lady
Pour plus de détails, voir Fiche technique et Distribution.
The Leopard Lady est un film d'horreur américain réalisé par Rupert Julian et sorti en 1928.

## Synopsis
Une dresseuse d'animaux nommée Paula s'infiltre dans un cirque en proie à un certain nombre de meurtres horribles inexpliqués.

## Fiche technique
- Titre : The Leopard Lady
- Réalisation : Rupert Julian
- Scénario : Beulah Marie Dix, d'après une pièce de théâtre d'Edward Childs Carpenter[2]
- Producteur : Bertram Millhauser
- Photographie : John J. Mescall
- Montage : Claude Berkeley
- Production : DeMille Pictures Corporation
- Distributeur : Pathé Exchange
- Durée : 70 minutes
- Date de sortie :
  - États-Unis : 22 janvier 1928

## Distribution
- Jacqueline Logan : Paula
- Alan Hale : Caesar
- Robert Armstrong : Chris
- Hedwiga Reicher : Fran Holweg
- James Bradbury Sr. : Herman Berlitz
- Richard Alexander : Hector - Lion Tamer
- William P. Burt : Presner
- Sylvia Ashton : Mama Lolita
- Kay Deslys : Austrian Maid
- Willie Mae Carson : Austrian Maid